# Harm Lagaay
Harm Lagaay (Harm Lagaaij) né le 28 décembre 1946 à La Haye aux Pays-Bas est un designer automobile notamment pour BMW et Porsche.

## Biographie
Harm Lagaay poursuit des études à l'université de technologie de Delft, avant de commencer sa carrière de designer en 1967 au Pays-Bas, puis de rejoindre Simca en 1968, puis Porsche de Weissach en Allemagne en 1971, où il participe entre autres à la conception des Porsche 911, Porsche 924 et Porsche 928.

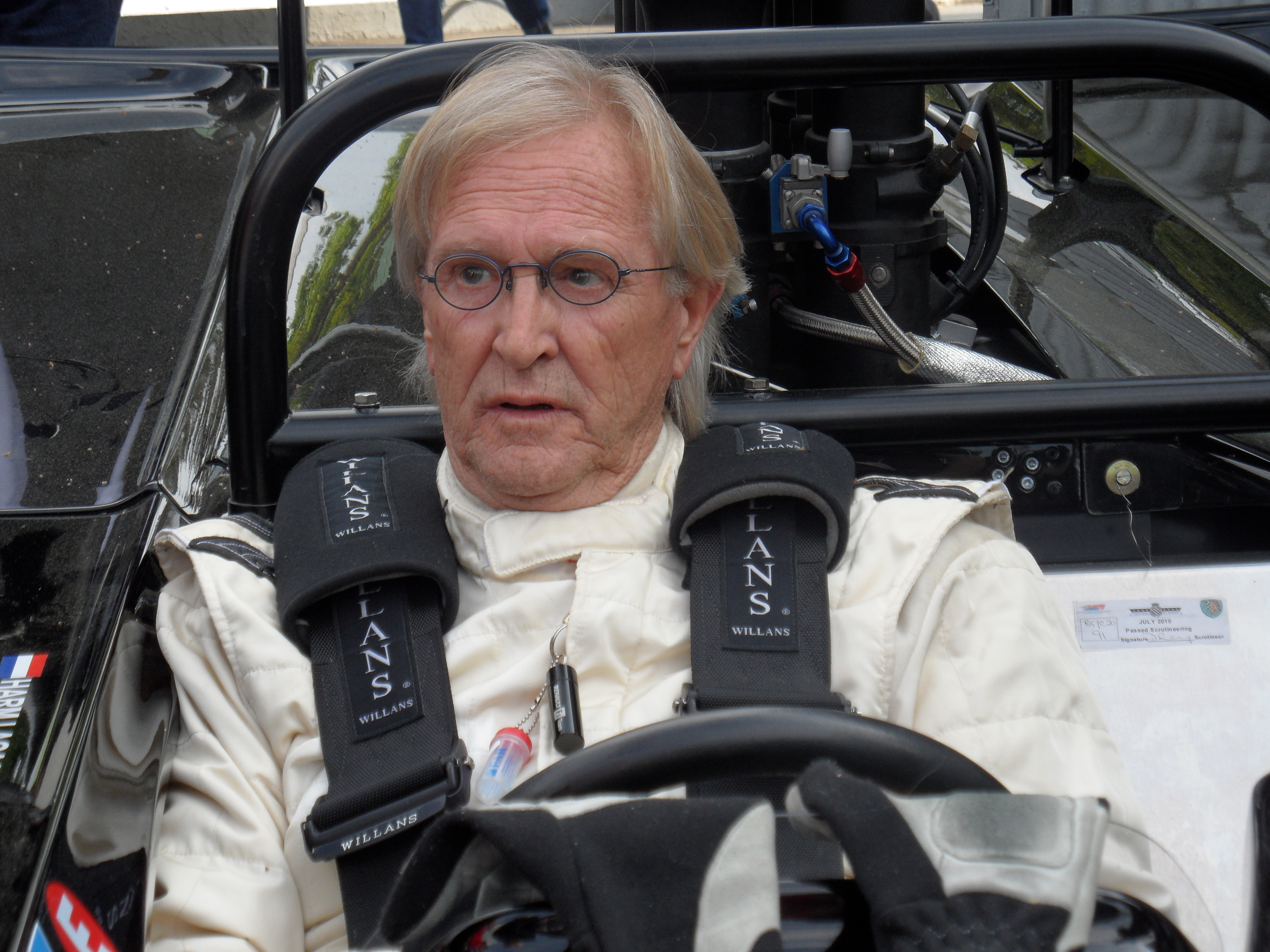
Sur le circuit Nürburgring en Allemagne (2011)

Il devient chef-designer Ford à Cologne, après 6 ans passé chez Porsche, avec les Ford Escort et Ford Sierra.  Puis il rejoint BMW en 1985 en tant que chef-concepteur en particulier de la BMW Z1 de 1987.
Il revient chez Porsche de 1989 jusqu'à sa retraite en 2004, à titre de chef-designer en particulier avec la conception des Porsche Panamericana, Porsche Boxster, Porsche Carrera GT, Porsche Cayman, Porsche Cayenne et Porsche 911 (964), Porsche 911 (993), Porsche 911 (996) et Porsche 911 (997)...
En 1989, il travaille avec Steve Murkett sur le design de la Porsche Panamericana. La Porsche 911 (996) est présentée en 1997. Elle rompt la ligne iconique mais vieillissante des modèles précédents et propose un volume intérieur plus important. Il supervise Grant Larson sur le concept de la Porsche Boxster, créditée pour être le modèle qui relance la marque dans les années 1990. Il travaille à la conception de la Porsche Cayenne, le premier modèle SUV de la marque.
En 2004, le chef-designer Michael Mauer lui succède chez Porsche.

## Créations marquantes

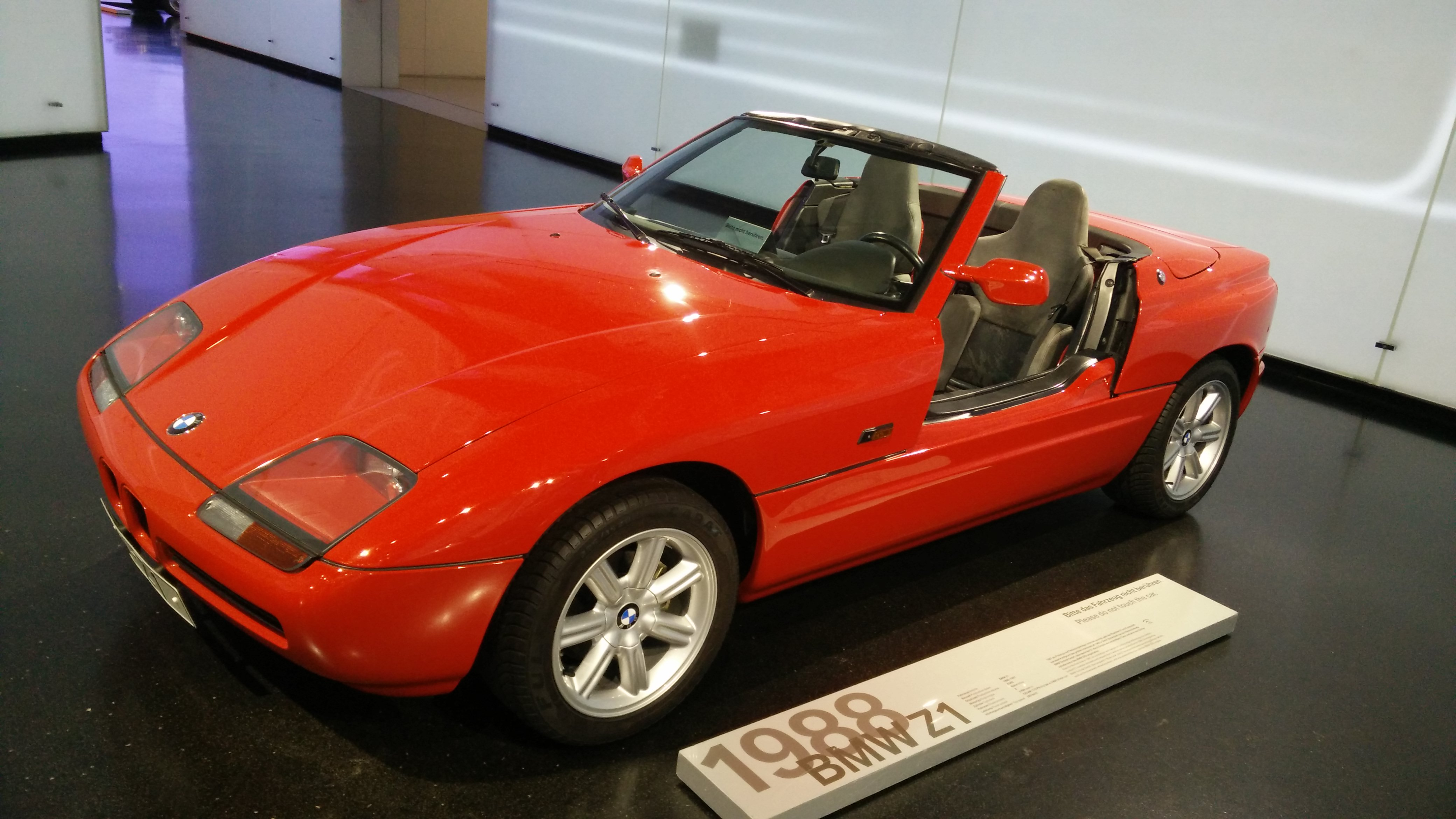
BMW Z1

BMW :
- BMW Z1 (1989-1991)

Porsche :
- Porsche Panamericana (1989)
- Porsche Boxster (1996-2004)
- Porsche 911 (1997-2004)
- Porsche Carrera GT (2003-2006)

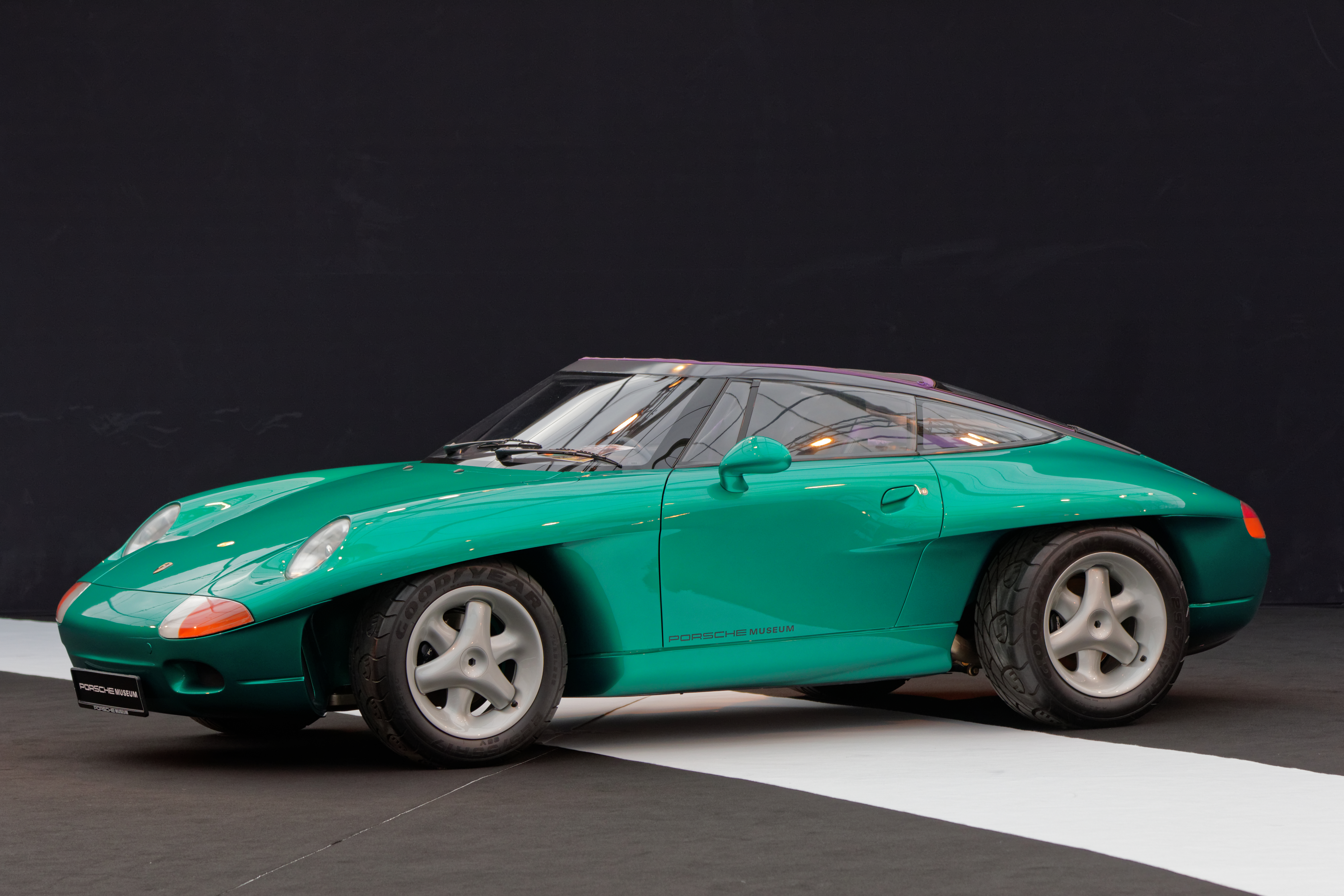
Porsche Panamericana
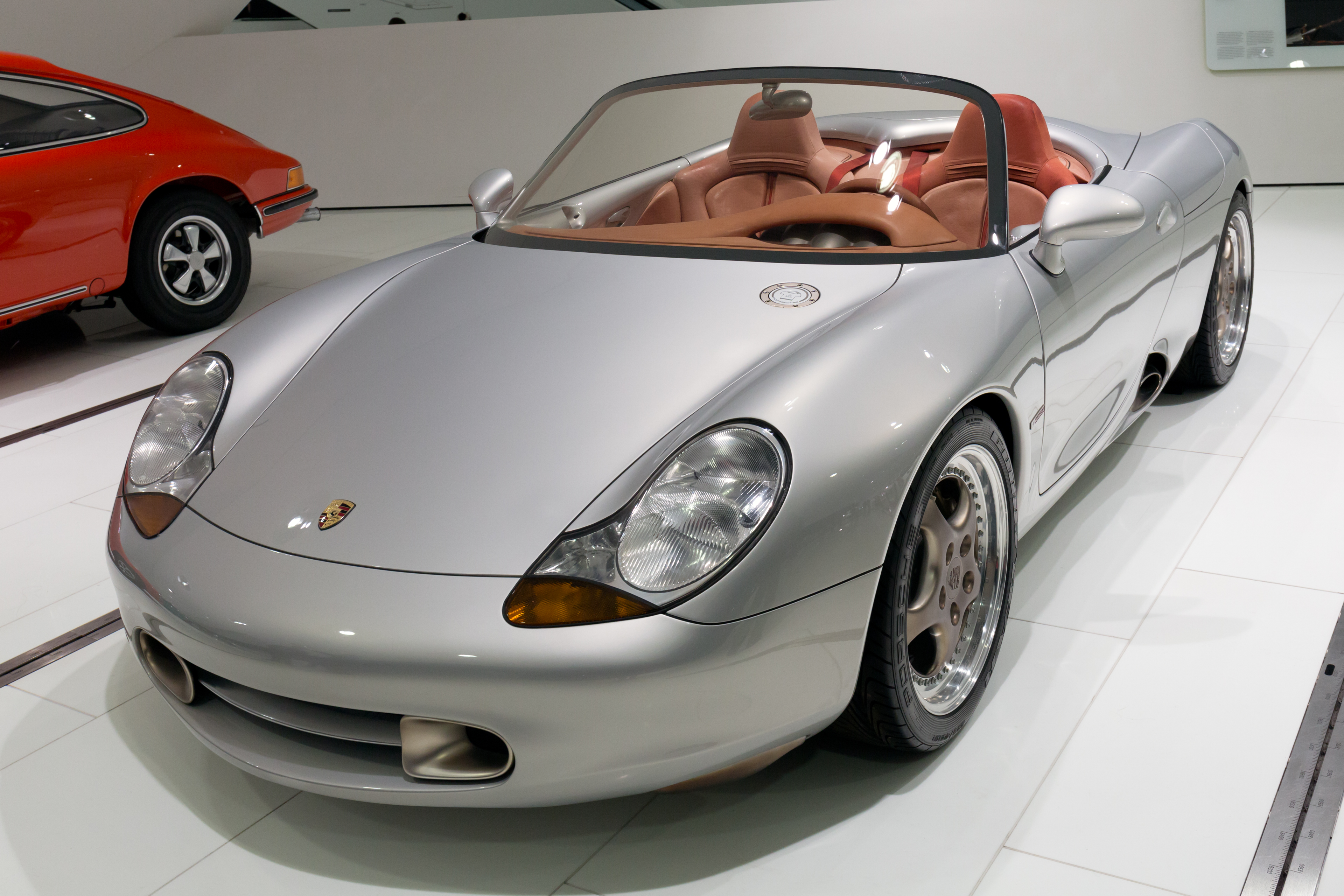
Porsche Boxster
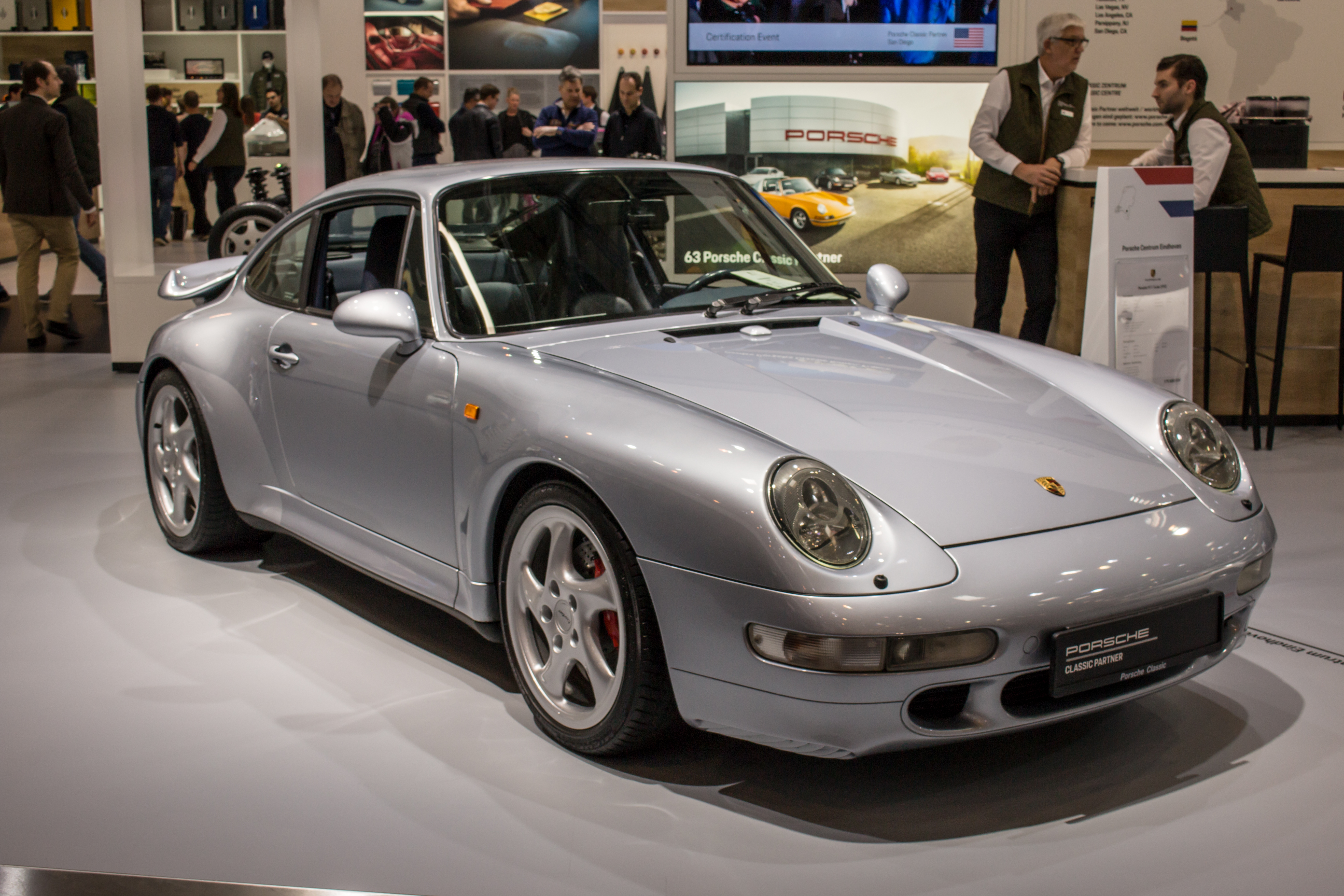
Porsche 911 (993)
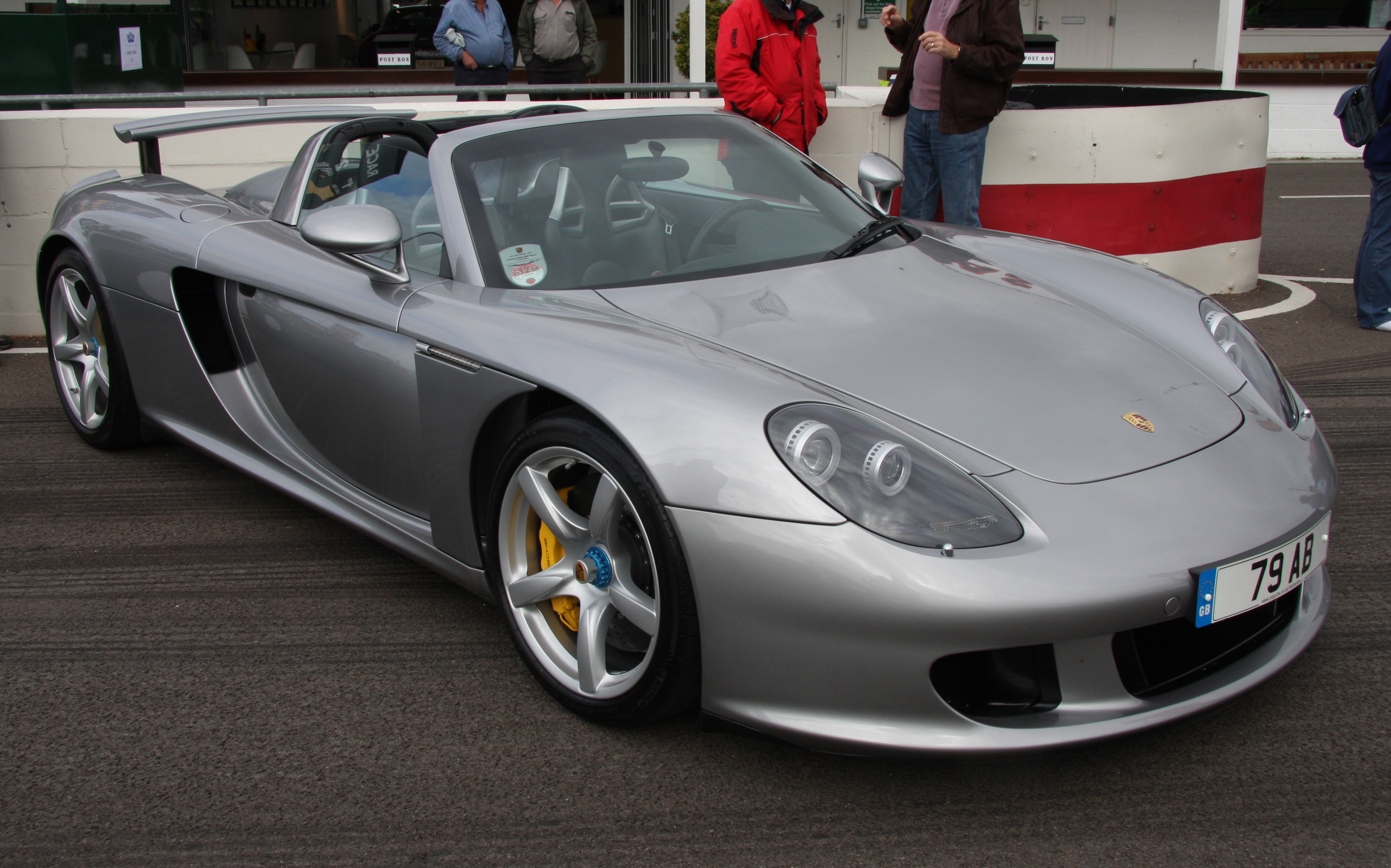
Porsche Carrera GT